# Johannes Marquardt
Johannes Marquardt (* 18. Juli 1888 in Memel; † 29. Januar 1945 in Plausen, Kreis Rößel) war ein deutscher römisch-katholischer Geistlicher und Märtyrer.

## Leben
Johannes Marquardt, Sohn eines Postbeamten, wurde am 26. Januar 1913 in Frauenburg zum Priester geweiht. Die Stationen seines Wirkens waren: Kaplan in Groß Köllen, in Heilsberg und ab 1929 Pfarrer in Plausen, nordöstlicher Ortsteil der Gmina Bisztynek (Bischofstein). Beim Anrücken der Roten Armee Ende Januar 1945 wurde der Ort evakuiert. Pfarrer Marquardt hatte versprochen zu bleiben, solange sich noch Gemeindemitglieder am Ort aufhalten. Am 29. Januar 1945 wurde er in seinem Pfarrhaus von Rotarmisten erschossen. Er war 56 Jahre alt.

## Gedenken
Die Römisch-katholische Kirche in Deutschland hat Johannes Marquardt als Märtyrer aus der Zeit des Nationalsozialismus in das deutsche Martyrologium des 20. Jahrhunderts aufgenommen.